# 28116 Kunovac
28116 Kunovac è un asteroide della fascia principale con un diametro di circa 11 km. Scoperto nel 1998, presenta un'orbita caratterizzata da un semiasse maggiore pari a 2,8082038 au e da un'eccentricità di 0,0740411, inclinata di 3,66145° rispetto all'eclittica.
Nel 2022 l'asteroide era stato inizialmente battezzato 28116 Drewbarringer, in onore di Drew Barringer, nipote di Daniel Moreau Barringer e membro del Consiglio dell'osservatorio Lowell, ma la denominazione è stata successivamente abrogata nel 2023. Ha poi ricevuto nel medesimo anno la denominazione attuale.
L'asteroide è dedicato all'astronomo Vedad Kunovac.